# Dryopteris reducta
Dryopteris reducta là một loài dương xỉ trong họ Dryopteridaceae. Loài này được Small M. Broun mô tả khoa học đầu tiên năm 1938.